# زقين قزم
زقين قزم (الاسم العلمي:Diascia nana) هو نوع من النباتات يتبع جنس الزقين من الفصيلة الغدبية.